# Kurt Dossin
Kurt Dossin (Reudnitz, 28 marzo 1913 – Bad Kreuznach, 26 aprile 2004) è stato un pallamanista tedesco.

## Palmarès

### Olimpiadi
- Oro a Berlino 1936 nella pallamano.